# Zenit-C

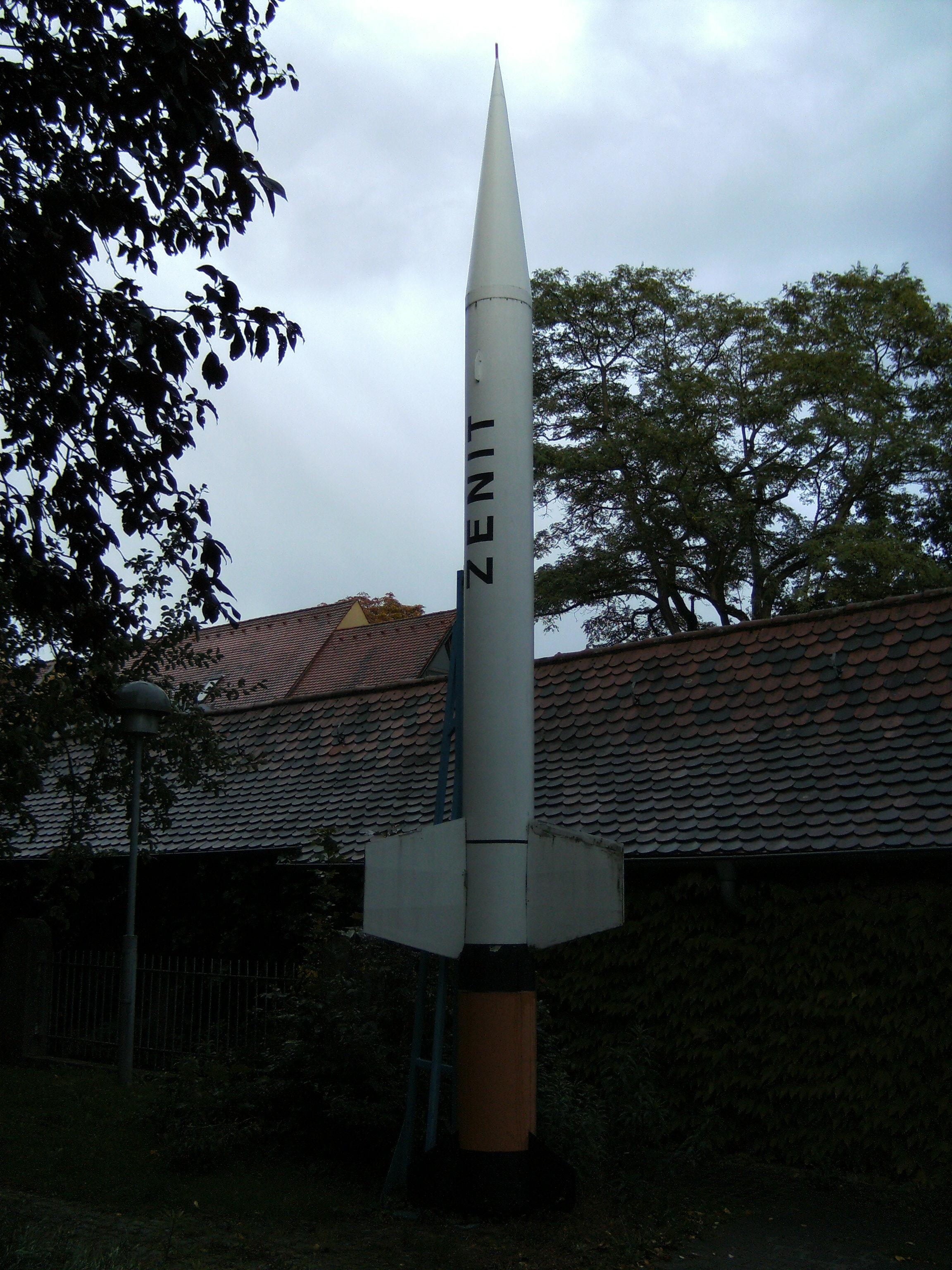
Um foguete Zenit, em frente ao Hermann-Oberth-Museum, em Feucht, na Alemanha.

Zenit-C, foi um foguete de sondagem de origem suíça. Esse foguete usava o motor do míssil Micon, desenvolvido
pelas empresas: Oerlikon-Bührle Machine Tools Co e Contraves AG, desde 1947. No final da década de 60, esse motor foi usado no foguete Zenit.
Com apenas três lançamentos, nos últimos dois, foi usado o motor Cuckoo de origem inglesa, como primeiro estágio.

## Características
O Zenit-C, era um foguete de um estágio, com as seguintes características:
- Altura: 5,6 m
- Diâmetro: 42 cm
- Massa total: 610 kg
- Carga útil: 25 kg
- Apogeu: 210 km
- Estreia: 27 de outubro de 1967
- Último: 13 de dezembro de 1973
- Lançamentos: 3